# Barajul Pecineagu
Barajul Pecineagu este un baraj de anrocamente de 107 m înălțime, situat pe râul Dâmbovița. Lacul de acumulare Pecineagu este utilizat pentru alimentări cu apă, producție de energie hidroelectrică și irigații.

## Amplasamentul barajului
Barajul Pecineagu este situat pe cursul superior al râului Dâmbovița, într-o depresiune dintre munții Piatra Craiului și munții Iezer-Păpușa.

## Barajul
Barajul Pecineagu a fost proiectat de institutul ISCPGA (în prezent Aquaproiect) șef de proiect fiind inginerul Sandu Condeescu. În timpul lucrărilor de recepție a barajului, inginerul Sandu Condeescu, aflându-se în disipatorul de energie a golirii de fund a barajului, a fost ucis dintr-un accident prin jetul produs de deschiderea vanelor golirii de fund.
Barajul este executat din anrocamente, cu o mască amonte din beton armat. Barajul are o înălțime de 107 m și o lungime la coronament de 267 m. La baza măștii de etanșare este executată o galerie perimetrală pe conturul căreia au fost executate 50 de foraje verticale de drenaj.
Pentru etanșarea terenului de fundații s-au realizat trei șiruri de injecții de mică adîncime (8–10 m) și un voal format din 2 șiruri de injecții de mare adâncime (40–100 m).
Pentru evacuarea apelor mari s-a executat un deversor pâlnie pe malul stâng, cu o capacitate de 687 m³/s,  care se continuă cu un puț de 81,50 m înălțime și o galerie de evacuare de 389 m lungime și 5,80 m diametru, terminată cu o trambulină. În puțul vertical mai debușează și o galerie de semiadâncime, care permite evacuarea a 105,00 m³/s.
Golirea de fund, cu o capacitate de 109 m³/s, este realizată print-o galerie situată pe versantul drept. Debitele evacuate prin golirea de fund sunt controlate de o casă a vanelor subterană la care accesul este realizat print-un puț. În casa vanelor este realizat și o conductă de bypass de 400 mm diametru pentru evacuarea unui debit de servitute de 1,30 m³/s. La ieșirea din galerie este executat un disipator de energie, prelungit de un canal de 80 m lungime de secțiune trapezoidală